# Digitization footprint
La digitization footprint (in italiano: impronta della digitalizzazione) è la sintesi di una serie di indicatori che quantificano l’impatto dei processi di digitalizzazione che derivano da processi e servizi nonché dalla produzione di beni di consumo. La digitization footprint stima e sintetizza attraverso uno o più indicatori la quantità di informazioni digitali sviluppate e processate e le operazioni di elaborazione dei dati stessi. La digitization footprint in generale comprende tra gli altri l’analisi del volume di dati generati o impiegati, il tempo di download o upload, la capacità computazionale necessaria all'analisi, al trasferimento o al processamento dei dati stessi, e in generale gli effetti diretti e indiretti sulla gestione del processo digitalizzato. Gli indicatori sviluppati possono essere poi direttamente correlati alla disponibilità e all'idoneità delle risorse digitali impiegate sia in termini di capacità di calcolo, che di costi (archiviazione, trasferimento, elaborazione) e di velocità (elaborazione, caricamento, download).